# 卡達—沙烏地阿拉伯代理人衝突
卡達—沙烏地阿拉伯代理人衝突（阿拉伯語：صراع قطر – سعودی بالوكالة）是發生於卡達國與沙烏地阿拉伯王國之間的代理人衝突。卡達國與沙烏地阿拉伯王國之間的代理人衝突始於2002年，卡達王室薩尼王朝出資經營的半島電視台指控沙烏地阿拉伯王國試圖在阿拉伯冷戰後重振並擴大其對阿拉伯世界的影響力，此爭議隨即使沙烏地阿拉伯王國撤回駐卡達國的外交大使，這使雙方關係降至冰點，2011年阿拉伯之春的爆發，讓雙邊本就惡劣的關係變得特別緊張，最主要是卡達國支持這股革命浪潮，而沙烏地阿拉伯王國則反對，然而兩國都是海灣阿拉伯國家合作委員會的成員，外交立場也都主要偏向美利堅合眾國，因此雙方極力避免直接的戰爭，並不斷擴大雙方在穆斯林世界的支持度，進而引發這起衝突。直到2021年，兩國關係有所緩和，並全面恢復外交關係。